# キルヒブラーク
キルヒブラーク (ドイツ語: Kirchbrak) は、ドイツ連邦共和国ニーダーザクセン州ホルツミンデン郡に属す町村（以下、本項では便宜上「町」と記述する）で、ザムトゲマインデ・ボーデンヴェルダー＝ポレを構成する市町村の一つである。

## 地理

### 位置
キルヒブラークはフォーグラー山の辺縁部、ヴェーザーベルクラントの中心部に位置する。この町はレネ川の畔に面している。

### 隣接する市町村
この町は、北はハレ、東はディールミッセン、リューアーディッセン、エッシャースハウゼン、南はホーレンベルクおよびゴルムバッハ、西はボーデンヴェルダーと境を接する。

### 自治体の構成
自治体としてのキルヒブラークは5つの集落からなる。キルヒブラーク、ヴェスターブラーク、オスターブラーク、ブライテンカンプ、ハインリヒスハーゲンである。

## 文化と見所

### 建築
- 13世紀の自衛教会
- AMCO、1925/26年に建設された、かつては、ヴァルター・グロピウスとエルンスト・ノイフェルトのアウグスト・ミュラー & Co. のものだった建物である。
- ヴェスターブラーク騎士館: この貴族の館のバロック庭園は1726年に建設され、保護文化財に指定されている。一般公開されている。

## 引用
1. ↑  Landesamt für Statistik Niedersachsen, LSN-Online Regionaldatenbank, Tabelle A100001G: Fortschreibung des Bevölkerungsstandes, Stand 31. Dezember 2023